# Polnische Fußballnationalmannschaft (U-19-Junioren)
Die polnische Fußballnationalmannschaft der U-19-Junioren ist die Auswahl polnischer Fußballspieler der Altersklasse U-19. Sie repräsentiert die Polski Związek Piłki Nożnej auf internationaler Ebene, beispielsweise in Freundschaftsspielen gegen die Auswahlmannschaften anderer nationaler Verbände, aber auch bei der seit 2002 in dieser Altersklasse ausgetragenen Europameisterschaft. Die polnische Mannschaft konnte sich einmal sportlich für die Endrunde qualifizieren und nahm einmal als automatisch qualifizierter Gastgeber teil. In beiden Fällen schied die Mannschaft nach der Gruppenphase aus. Vierzehnmal wurde die zweite bzw. Eliterunde der Qualifikation erreicht.

## Teilnahme an U-19-Europameisterschaften
- 2002: nicht qualifiziert (in der 2. Runde aufgrund der Auswärtstorregel an Deutschland gescheitert)
- 2003: nicht qualifiziert (in der 2. Runde gescheitert)
- 2004: Gruppenphase
- 2005: nicht qualifiziert (in der Eliterunde gescheitert)
- 2006: Gruppenphase
- 2007: nicht qualifiziert (in der Eliterunde gescheitert)
- 2008: nicht qualifiziert (als bester Gruppendritter für die Eliterunde qualifiziert, dort gescheitert)
- 2009: nicht qualifiziert (als fünftbester Gruppendritter die Eliterunde verpasst)
- 2010: nicht qualifiziert (als bester Gruppendritter für die Eliterunde qualifiziert, dort gescheitert)
- 2011: nicht qualifiziert (in der Eliterunde gescheitert)
- 2012: nicht qualifiziert (als viertbester Gruppendritter die Eliterunde verpasst)
- 2013: nicht qualifiziert (in der Eliterunde gescheitert)
- 2014: nicht qualifiziert
- 2015: nicht qualifiziert (in der Eliterunde gescheitert)
- 2016: nicht qualifiziert (in der Eliterunde gescheitert)
- 2017: nicht qualifiziert (in der Eliterunde gescheitert)
- 2018: nicht qualifiziert (in der Eliterunde gescheitert)
- 2019: nicht qualifiziert (in der Eliterunde gescheitert)
- 2020: Meisterschaft wegen COVID-19-Pandemie abgesagt (als zweitschlechtester Gruppendritter die abgesagte Eliterunde verpasst)
- 2022: nicht qualifiziert (als fünftbester Gruppendritter die Eliterunde verpasst)
- 2023: Gruppenphase

| Bilanz     | Bilanz | Bilanz | Bilanz | Bilanz      | Bilanz | Bilanz    | Bilanz       |
| Runde      | Spiele | Siege  | Remis  | Niederlagen | Tore   | Gegentore | Tordifferenz |
| ---------- | ------ | ------ | ------ | ----------- | ------ | --------- | ------------ |
| 1. Runde   | 056    | 28     | 13     | 15          | 097    | 055       | 042          |
| Eliterunde | 041    | 12     | 09     | 20          | 037    | 057       | −20          |
| Endrunde   | 009    | 02     | 01     | 06          | 0012   | 018       | 0−6          |
| Gesamt     | 106    | 43     | 23     | 41          | 146    | 130       | 16           |